# Ploughman's lunch
Le ploughman’s lunch, terme anglais qui signifie littéralement en français « déjeuner du laboureur », est un mets froid originaire du Royaume-Uni, traditionnellement servi dans les pubs et composé de pain, de beurre, de fromage (généralement du cheddar, du stilton ou quelquefois un fromage local), de jambon, de salade et de pickles. On y ajoute parfois du céleri, des carottes, du pâté, des œufs durs, de la betterave et des frites. Il est généralement accompagné de bière.
Les origines du ploughman’s lunch remonteraient aux années 1960, lorsque le Milk Marketing Board en fit la promotion pour augmenter les ventes de fromage. Avant la Seconde Guerre mondiale, on consommait toutefois un repas similaire appelé « ploughboy’s lunch ».

## Origines et étymologie
Selon l’Oxford English Dictionary, la dénomination remonterait à 1837, dans les Mémoires de la vie de Sir Walter Scott par John Gibson Lockhart, mais il s’agit probablement d’une expression générique. Jusqu’à récemment, la seconde mention ne datait que des années 1970, ce qui aurait signifié un siècle et demi de disparition inexpliquée.
En 2005, Victoria Coren s’appuya sur des procès-verbaux de l’English Country Cheese Council pour dater l’apparition de l’expression à l’année 1960, qui marqua aussi le début de la campagne publicitaire. Elle en conclut que le ploughman’s lunch est une invention marketing visant à vendre du fromage anglais dans les pubs. Des mentions légèrement antérieures du ploughman’s lunch furent cependant retrouvées, dans des articles de journaux de 1956 et 1957. D’après le périodique de la Brewer’s Society, A Monthly Bulletin, édition de juillet 1956, les repas à base de pain, de fromage, de pickles et de bière étaient populaires avant la guerre mais le rationnement avait causé leur disparition.

## Référence
- (en) Cet article est partiellement ou en totalité issu de l’article de Wikipédia en anglais intitulé « Ploughman's lunch » (voir la liste des auteurs).